# Allicella gigantea
Allicella gigantea är en kräftdjursart som beskrevs av Édouard Chevreux 1899. Allicella gigantea ingår i släktet Allicella och familjen Lysianassidae. Inga underarter finns listade i Catalogue of Life.